# 陳棟樑
陳棟樑（？？—），四川古蔺人，中国近代政治人物。
民国五年（1916年），擔任中华民国遵义府婺川縣縣長。后由馬敬修接任。